# مافيا أمريكية
المافيا الأميركية أو المافيا في الولايات المتحدة، هو أعضاء الجالية الإيطالية الأمريكية ممن كانوا متورطين في أنشطة إجرامية. الكثير من المافيا الصقلية والمافيا الأميركية لا يوجد لديها اسم رسمي وهي جمعية سرية. أعضائها عادة ما تشير إلى أنها كوزا نوسترا أو ترجمته «لدينا شيء» (أو «هذا الشيء بالنسبة لنا»). وقد صاغت الصحافة أيضا اسم «نقابة الجريمة الوطنية» للإشارة إلى الولايات المتحدة بكاملها للجريمة المنظمة، بما فيها المافيا. ظهرت المافيا في نيويورك في الشرق الادنى ومناطق أخرى من الساحل الشرقي للولايات المتحدة خلال القرن التاسع عشر بعد موجات من الهجرة الإيطالية إلى الولايات المتحدة، ولا سيما من جزيرة صقلية. التي لها جذورها في المافيا الصقلية، بل هي منظمة مستقلة في الولايات المتحدة. اندمجت النابولية، كالابريا، وغيرها من الجماعات الإجرامية الإيطالية مع الصقليه لإنشاء المافيا الإيطالية في أميركا الشمالية. حاليا المافيا الأميركية تتعاون في أنشطة إجرامية مختلفة مع المافيا الصقلية الإيطالية وغيرها من جماعات الجريمة المنظمة مثل كامورا في نابولي وكورونا يونيتا.
على الرغم من أن المافيا نشطة حاليا في منطقة نيويورك الكبرى، وفيلادلفيا، ونيو انغلاند، وديترويت وشيكاغو، في معظم سنوات القرن 20 كان هناك 26 مدينة في مختلف أنحاء الولايات المتحدة مع عائلاتهم كوزا نوسترا، مع فروع أخرى كثيرة، تنشط مجموعات وشركات زميلة في مدن أخرى. هناك في مدينة نيويورك خمس عائلات رئيسيه للمافيا، والمعروفة باسم الأسر الخمسة: Gambino، Lucchese، جنوة، والأسر Bonanno كولومبو. في ذروتها، وتهيمن على المافيا والجريمة المنظمة في الولايات المتحدة وتستخدم للحفاظ على السيطرة على جزء كبير من نشاط الجريمة المنظمة في البلاد. في حين أن كل أسرة تعمل بشكل مستقل، ويوفر التنسيق على الصعيد الوطني من قبل اللجنة، التي تتكون من رؤساء كل من أقوى الأسر.

## وصلات خارجية
- gangrule.com